# Mariusz Duda
Mariusz Duda (Węgorzewo, 25 september 1975) is een Pools zanger en multi-instrumentalist.

## Carrière
Duda speelde in talloze onbekende bandjes in Polen, een van die bandjes heette Xanadu. Alles bleef in het onbekende, totdat hij in 2001 toetrad tot de muziekgroep Riverside. De band bestaat uit een samenraapsel van Poolse musici uit de richting van de stevige progressieve rock. De band gaat dan ook die richting uit met nevenstroming progressieve metal. De loopbaan van Riverside neemt na Voices in my head een behoorlijke sprong voorwaarts. Duda kan echter niet al zijn muziek kwijt in Riverside en bracht soloalbums uit onder de titel Lunatic Soul. Sinds Riverside enige bekendheid heeft werd hij ook als gastmusicus gevraagd bij onder meer Indukti en Amarok.

## Discografie

### Solo
- The Song of a Dying Memory (single, 2020)
- Lockdown Spaces (2020)
- Are You Ready for the Sun (single, 2020)
- Knock Lock (single, 2021)
- Claustrophobic Universe (2021)
- Interior Drawings (2021)
- AFR AI D (2023)

### met Riverside
- Riverside Demo (demo, 2002)
- Riverside (demo, 2002)
- Loose Heart (single, 2003)
- Out of Myself (full-length, 2003)
- Voices in My Head (EP, 2005)
- Conceiving You (single, 2005)
- Second Life Syndrome (full-length, 2005)
- 02 Panic Room (single, 2007)
- Rapid Eye Movement (full-length, 2007)
- Schizophrenic Prayer (single, 2008)
- Anno Domini High Definition (full-length, 2009)
- Memories in My Head (EP, 2011)
- Shrine of New Generation Slaves (full-length, 2013)
- Love, Fear and the Timemachine (full-length, 2015)
- Wasteland (full-length, 2018)
- ID.Entity (full-length, 2023)

### met Meller Gołyźniak Duda
- Breaking Habits (2016)

### met Lunatic Soul
- Lunatic Soul (2008)
- Lunatic Soul II (2010)
- Impressions (2011)
- Walking on a Flashlight Beam (2014)
- Fractured (2017)
- Under the Fragmented Sky (2018)
- Through Shaded Woods (2020)

### Als gast
- Indukti: S.U.S.A.R. (2004) (drie tracks)
- Amarok: Metanoia (2004) (zes tracks)
- Steven Wilson - The old peace (single)
- Iamthemorning: Lighthouse (2016) (één track: titelnummer)
- Amarok: Hunt (2017) (één track)